# 欧罗巴着陆器

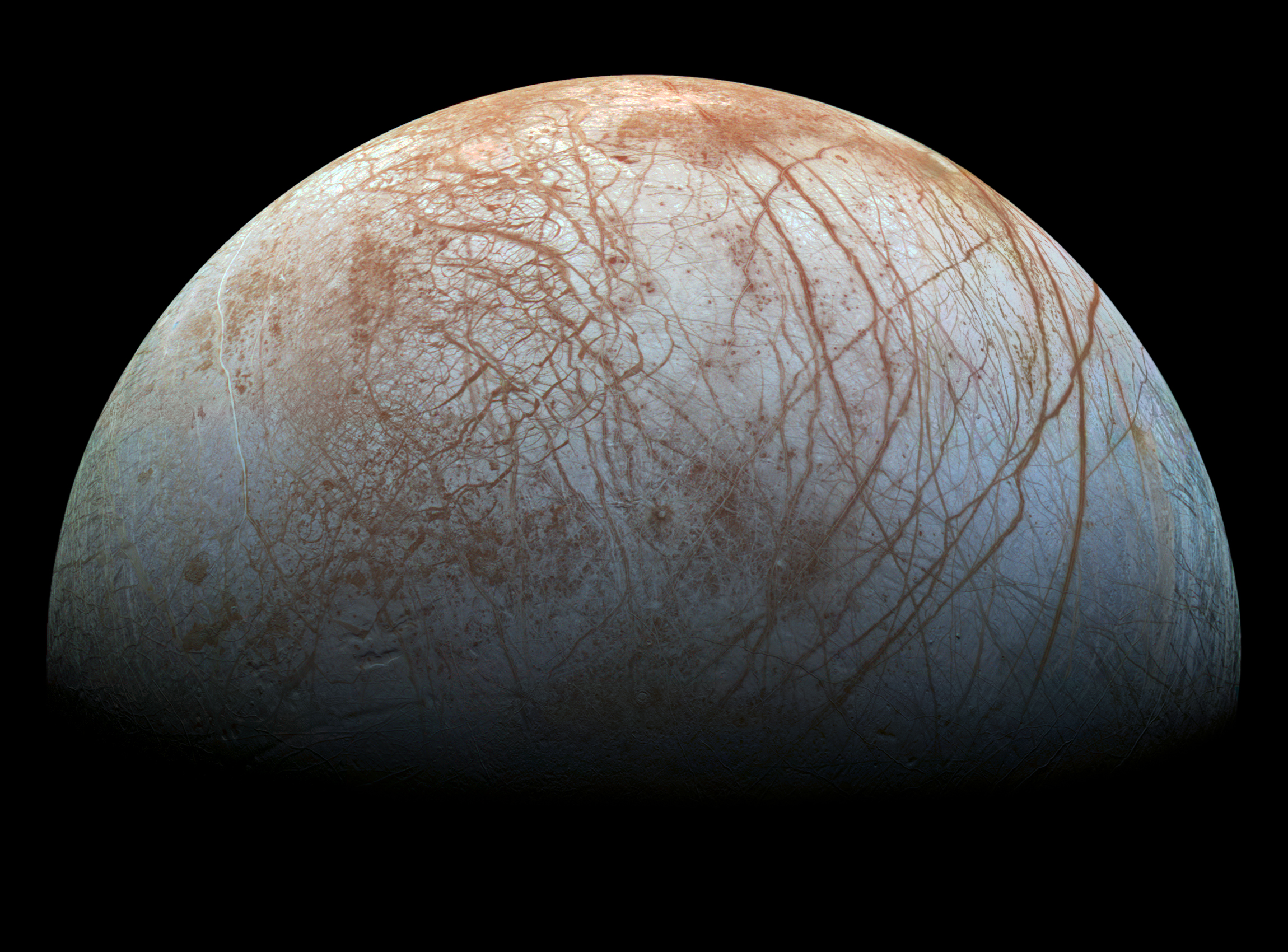
木卫二

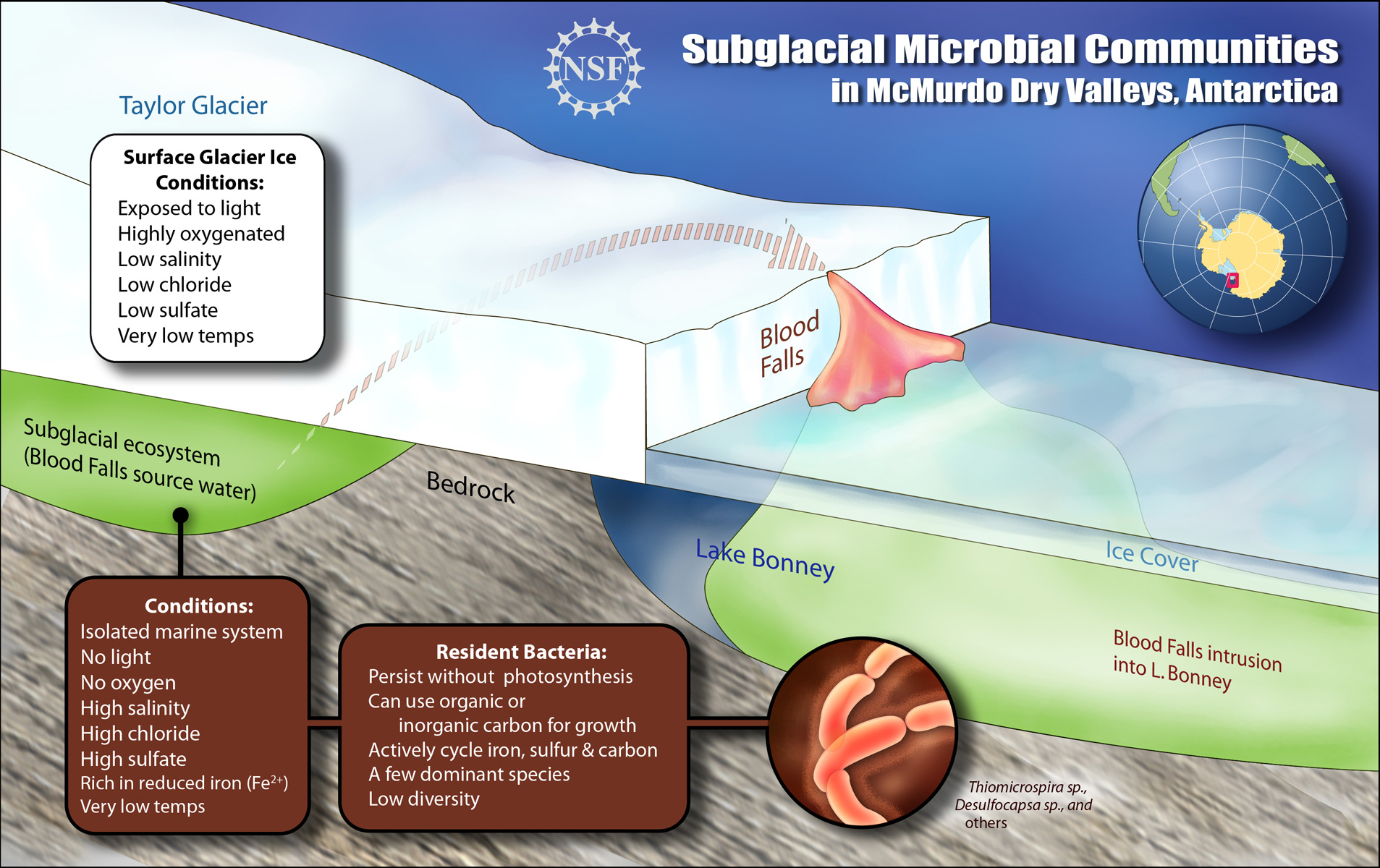
地球上，在南极泰勒冰川寒冷黑暗、没有氧气的血瀑布底下，发现了生活在盐水中的微生物群落，红色来自溶解的铁。

欧罗巴着陆器(Europa Lander)是美国国家航空航天局提出的前往木星的冰卫星-木卫二进行天体生物学探索的任务概念。如果作为一项大型战略科学任务得到拨款和研发，它将在2027年发射，以补充欧罗巴快船轨道飞行器任务的研究并在现场进行分析。但美国宇航局2021财年预算既没有得到授权也没有为该任务分配任何资金，这使得它的未来充满不确定性。
该任务的目标是寻找地表下约10厘米处的生命印迹，描述近地表非冰物质的成分，并检测着陆器位置附近的液态水和近期喷发物。

## 历史
美国宇航局曾在2005年评估过登陆木卫二的欧罗巴着陆器概念。此外，在2012年还对着陆器进行过评估。欧罗巴任务继续得到支持，2014年，美国国会众议院拨款委员会宣布了一项两党法案，其中包括拨款8000万美元以继续欧罗巴任务概念的研究。
美国国会就欧罗巴着陆器发布了一项国会指示，美国宇航局则于2016年启动研究，对这一概念进行了测算和评估。该任务概念得到了海洋世界探索计划的支持，2017年2月初，美国宇航局行星科学部发布了它的报告，这是一份科学定义团队为期六个月研究的报告，它充分评估了欧罗巴着陆器任务潜在的科学价值和工程设计。
在国会综合开支法案中，对美国宇航局的2021财年预算里没有包括任何条款授权或资助欧罗巴着陆器，因为以前的法案使该任务的前景面临不确定。

## 概述
这任务的主要目标是检测曾经或现在生命的有机指标，称为生物印迹。上世纪90年代，伽利略任务的最大成果之一，就是发现了木卫二地表下存在一个可能宜居的大型地下海洋。而欧罗巴着陆器被认为是伽利略轨道器及探测任务合理的后续行动。地球生命几乎可以在所有有水的地方找到，由此可见，木卫二是寻找太阳系中其他地方生命的绝佳候选目标。这种地下水可能不仅由于地质活动而变暖，而且可能还富含溶解的矿物质和有机化合物。地球上存在着各种各样的生态系统，它们无法获得阳光，而是依赖于热液喷口或其它适合嗜极细菌产能的化学来源(参见化学合成)。迄今为止的测量表明，木卫二上的海洋体积大约是地球海洋的两倍。冰下的液态水层可能与卫星内部有接触，这使得热液能量和化学物质可随时获得。地表探测可利用木卫二相对年轻、活跃的表面，因为这种活动可能会让地下深层的物质定期迁移至地表。

### 状态
2017年7月18日，众议院太空小组委员会举行了关于预定为大型战略科学任务的欧罗巴快船听证会，并讨论了可能作为后续行动的欧罗巴着陆器。总统2018年和2019年的联邦预算提案没有为“欧罗巴”着陆器提供拨款，但它确实分配1.95亿美元用于概念和所需科学仪器的研制。

## 目标
该着陆器任务有三个主要的科学目标:
- 寻找生命印迹；
- 通过登陆任务特有的现场技术评估木卫二的宜居性；
- 描述地表和地下特性，以支持未来对木卫二的探索。

## 太空飞行器

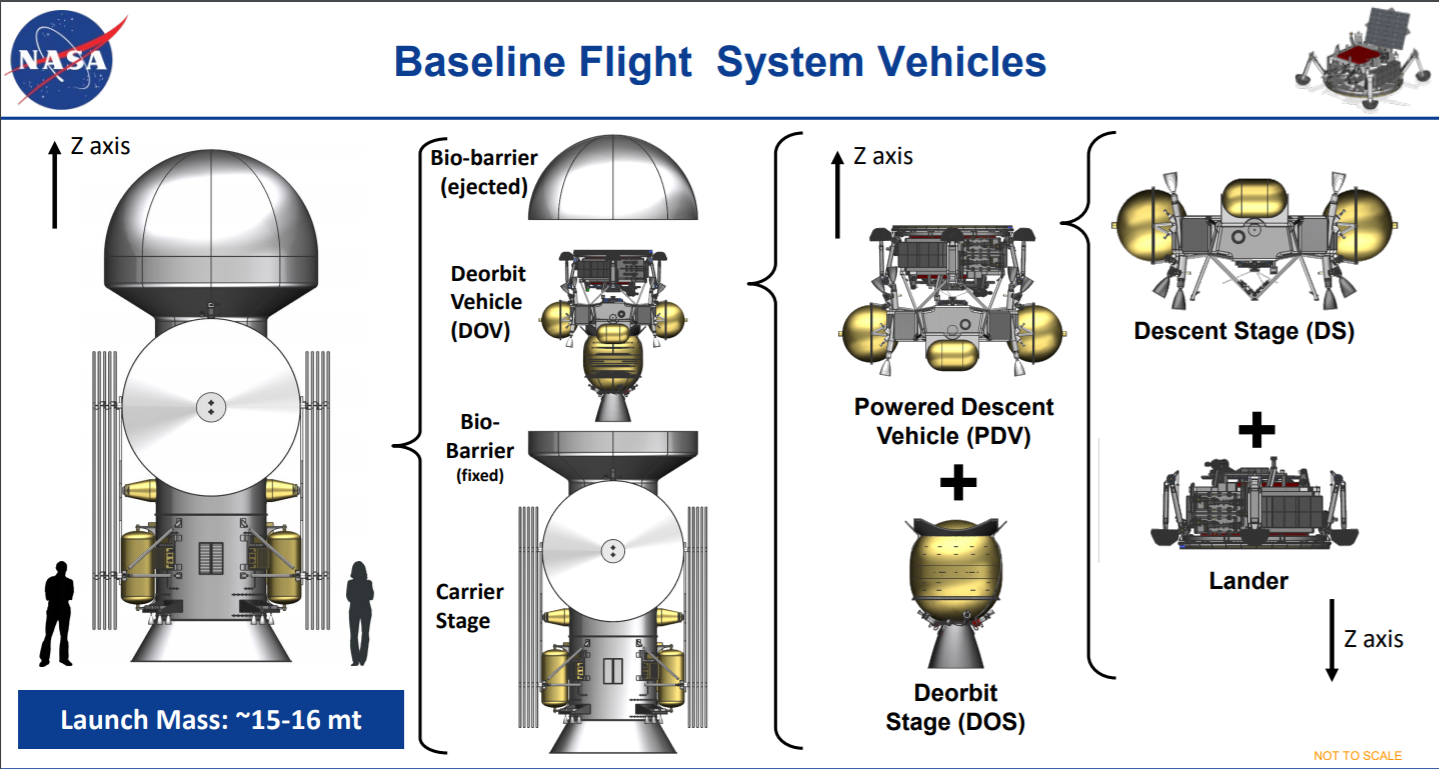
2019年由喷气推进实验室提出的欧罗巴登陆器概念图

飞行的关键阶段是:发射、巡航、轨道脱离、下降和着陆。航天器将由几个模块组成，这些模块将在脱离轨道和着陆过程的不同阶段被丢弃。整个模块组合将由运载平台推进，运载平台也安装有太阳能电池板。进入木星轨道后，飞船将约运行两年时间来调整轨道和速度，然后尝试登陆木卫二。
当准备着陆时，巡航级将被丢弃，留下承载探测器组合，被称为脱轨运载器(DOV)的结构，脱轨运载器将减速并开始下降。这一阶段的发动机舱，被称为脱轨级(DOS)，将在点火后丢弃，留下动力下降运载器(PDV)，它包括着陆器和空中吊车系统。空中吊车系统用绳索将着陆器软着陆至地表，精度为100米(330英尺)。
着陆器将配备一条具有5维自由度的机械臂，使它能够挖出几份最深10厘米(3.9英寸)的浅表地层样本，并将它们送入机载实验室。

### 电源
一旦着陆，着陆器将使用化学电池供电，而不是放射性同位素热能发电机(RTG)或太阳能供电，最多可运行22天。2019年的概念提出了4组电池，在大约22天的地面作业期间，可提供三倍于安全边际量所需的电能。完成地面任务的基本天数为7天，另外的15天用于应急。
无论电源如何，影响任务寿命的一个限制因素可能是辐射存活率;据估计，木卫二表面每天承受2.3兆拉德或540雷姆辐射，而典型的地球表面剂量约为0.14雷姆/年。伽利略号轨道飞行器上的电子设备在执行任务时因受到辐射而损坏。

## 发射与轨道
发射装置将是建议在2025年发射的太空发射系统(SLS)。太空发射系统是根据16.6公吨的航天器质量，包含将航天器送入环木星轨道的固体推进剂和天空吊车着陆系统在内而提出的。2025年，太空发射系统将探测器送入一条精心安排的轨道，2027年经地球重力助推，于2030年抵达木星/木卫二。在接下来的一年，它将围绕木星机动运行一段时间，以准备降落到木卫二，登陆将在进入环木星轨道二年后实施。

## 着陆地点

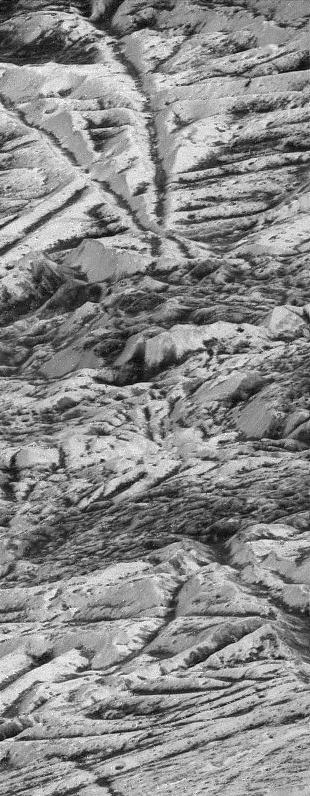
伽利略号探测器近期飞越中，从560公里(335英里)高度所看到的木卫二表面。

欧罗巴着陆器必须要以合适的速度降落到地面，但由于木卫二上基本没有大气层，因此，没有所谓的“再入”过程，只是单纯的下降和着陆。行星学会注意到，美国宇航局称这一过程为“DLL”-脱轨(de-orbit)、下降(descent)和着陆(landing)。1995年，天文学家利用哈勃空间望远镜发现，木卫二有一层由氧气构成的极纤薄的外大气层，与地球相比，它的大气层非常稀薄，其表面压力预计为0.1微帕或地球的10−12倍。
登陆器将直接与地球通信，但“欧罗巴快船”如果仍在运行，则可以作为登陆器的额外通信中继为确保通信，曾有过在着陆任务中增加一颗通信轨道器的建议。 
表面结构
2018年10月发表的一项研究表明，木卫二大部分表面可能覆盖着相距很近，高达15米(50英尺)的冰刺(融凝冰柱)，称为“忏悔者”(penitents)。虽然伽利略轨道器的提供成像缺乏确认该说法所需的分辨率，但雷达和热量数据与这种解释相一致。这也支持了在计划登陆器任务之前，先通过欧罗巴快船和欧空局的木星冰月探测器进行高清侦测的必要性，这两艘探测器都计划在2022年发射。

## 探测仪器
该任务的构想需要资金和进一步的研制才能启动，其中一项关键要求是在木卫二表面的辐射环境中工作，木卫二上的辐射环境非常恶劣，因此着陆器可能需要额外的保护，就像朱诺号木星轨道器的辐射防护罩。这种保护罩有助于减少对脆弱系统的辐射，尤其是轨道飞行器上的电子设备。
2017年5月，美国宇航局于向科学界公告欧罗巴着陆器上考虑要使用的仪器，概念研究报告将于2019年6月发布。
美国航天局根据木卫二探索2号(ICEE-2)的仪器概念，选择了14台可能成熟的仪器，每台仪器大约奖励200万美元，为期两年。木卫二探索2号项目将使用新颖成熟的设备来满足这次任务的探测目的和任务目标。
| 探测仪器                                | 首席研究员                                   |
| --------------------------------------- | -------------------------------------------- |
| C-LIFE:木卫二低温轻型成像仪             | 谢恩·布莱恩，亚利桑那大学                    |
| ELSSIE:木卫二着陆器立体光谱成像设备     | 斯科特·默奇，约翰·霍普金斯大学应用物理实验室 |
| CORALS:海洋残留物及生命特征鉴定         | 里卡多·阿雷瓦洛，马里兰大学学院市分校        |
| MASPEX-ORCA:行星探索-有机成分分析质谱仪 | 克里斯托弗·格雷因，美国西南研究院            |
| MOAB:检测生物信号的有机微流体分析仪     | 理查德·马蒂斯，加利福尼亚大学伯克利分校      |
| EMILI:木卫二生命调查分子指示器          | W. B. 布林克霍夫 戈达德太空飞行中心          |
| CIRS:小型集成拉曼光谱仪                 | 詹姆斯·兰伯特，喷气推进实验室                |
| ELM:木卫二生物光显微镜                  | 理查德·奎恩，艾姆斯研究中心                  |
| SIIOS:研究冰和海洋结构的地震仪          | 塞缪尔·贝利，亚利桑那大学                    |
| ESP:木卫二地震仪套件                    | 马克·潘宁，喷气推进实验室                    |
| MICA:冰世界微流体化学分析仪             | 安东尼奥·里科，艾姆斯研究中心                |
| MAGNET:耐辐射磁强计                     | 马克·莫德温，安娜堡密歇根大学                |
| EMS:木卫二大地电磁测深仪                | 罗伯特·格林，西南研究院                      |
| CADMES:木卫二样品测量系统验收和分发协同 | 查尔斯·马莱斯平，戈达德太空飞行中心          |

## 行星保护
行星保护准则要求，必须避免地球生物无意中污染木卫二的海洋，其概率水平要低于万分之一。着陆器和着陆系统组件必须在无尘室内进行组装和测试，所有部件在安装到航天器上之前必须在无尘室进行清洁或消毒。在完成着陆器运载后，建议使用天空吊车进行降落处理 。在任务结束时着陆器可能会使用燃烧装置自毁。如果探测器与地球失去联系，该系统也会被自动触发。

## 欧罗巴快船
“欧罗巴快船”是一艘单独发射的航天器，它将为欧罗巴着陆器任务奠定基础。之前，美国宇航局曾评估过一道轨道飞行器和着陆器，但由于国会的大力支持，以致在2016年又提出了单独发射的着陆器任务建议。该“快船号”轨道飞行器将提供侦测数据来揭示木卫二的辐射环境并帮助确定着陆位置。

## 另请参阅
- 木卫二轨道飞行器
- 伽利略卫星
- 朱诺号——美國宇航局用於研究木星的宇宙飛船
- 拉普拉斯-P
- 海洋世界探索计划